# Гарбер, Марк Рафаилович
Ма́рк Рафаи́лович Га́рбер (род. 2 января 1958, Москва, СССР) — российский предприниматель, писатель, старший партнёр «GHP GROUP» (ранее Fleming Family & Partners), бывший член Совета директоров ОАО «Роснефть-Сахалинморнефтегаз». кандидат медицинских наук. Член общественного совета Российского еврейского конгресса.

## Биография

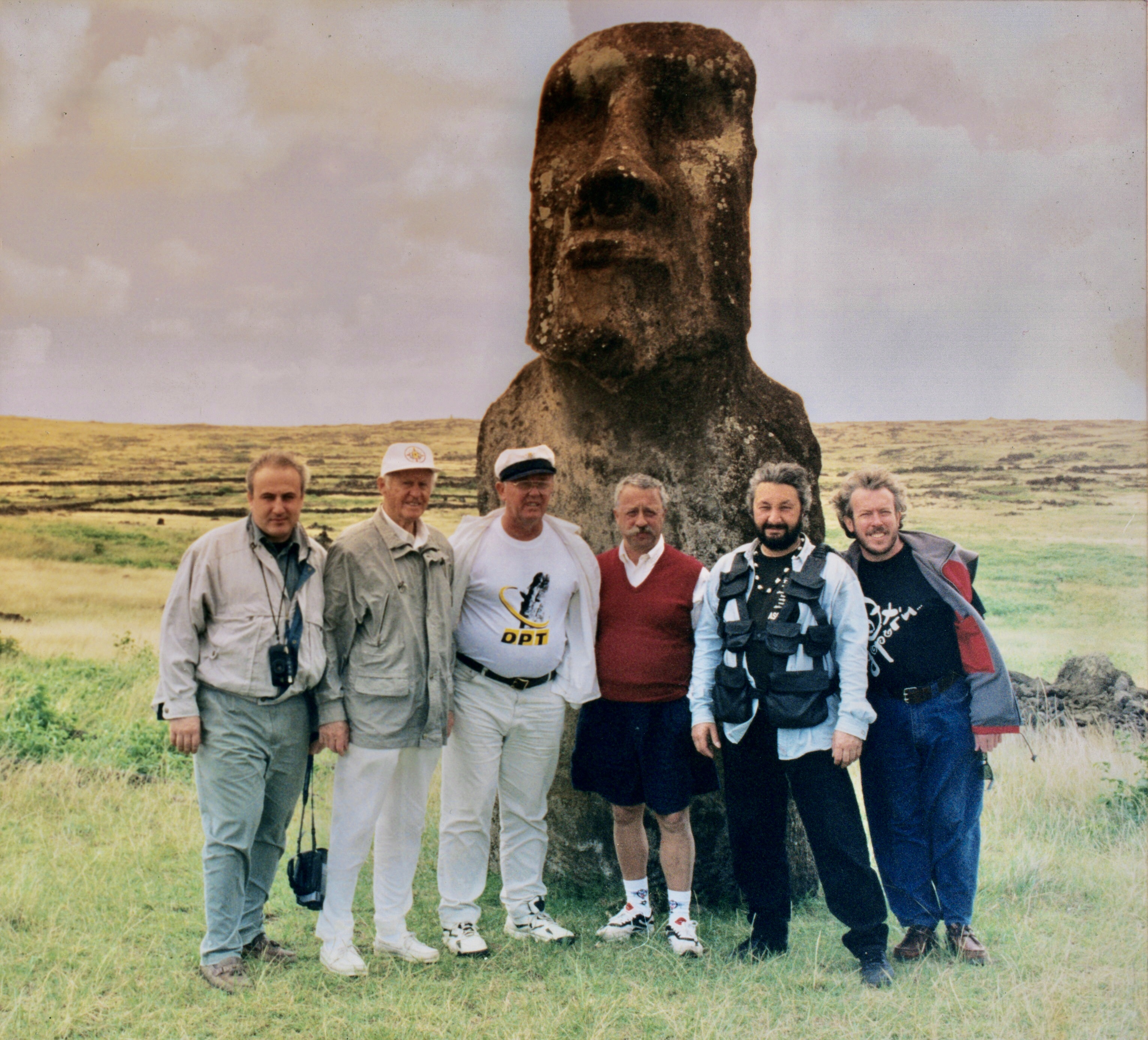
Кругосветное путешествие через о. Пасхи (М. Гарбер, Т. Хейердал, Ю. Сенкевич, Л. Якубович, С. Намин, А. Макаревич). 1997 г.

Родился 2 января 1958 года в Москве в семье инженеров, научных работников ИТР.
В 1980 году окончил Московский Второй медицинский институт
В 1980 году устроился психиатром-наркологом в наркологической больнице № 17 (в Москве)
В 1985 году стал старшим научным сотрудником Института психиатрии при Минздраве СССР.

## Предпринимательская деятельность
В 1987 году основал вместе с Леонидом Лебедевым, Александром Кутиковым, Александром Жуковым и Александром Беккером кооператив «Синтез», в котором появилась звукозаписывающая фирма Sintez records
В 1989 году стал директором Московского представительства фирмы «TCL»
В 1994 году основал коммерческий банк «UCB».
В 1997 году вместе с Юрием Сенкевичем, Туром Хейердалом, Стасом Наминым, Леонидом Якубовичем, Андреем Макаревичем и Леонидом Ярмольником совершил кругосветное путешествие через остров Пасхи. Во время путешествия сняли 3 фильма: Ю. Сенкевич снял фильм для «Клуба путешественников», А. Макаревич для своей передачи, С.Намин для «National Geographic».
В 1998 году создал совместное советско-американское предприятие.
В 1998 году стал исполнительным директором «Fleming UCB».
В 2000 году стал старшим партнёром Fleming Family and Partners.
В 2012 году стал Председателем Совета Директоров GHP GROUP.

## Личная жизнь
- Жена — Ирина Васильевна Гарбер (1960)[2]
  - Старший сын — Алексей Маркович Гарбер (15 сентября 1982) — вице-президент строительной компании, учился за рубежом, работал в «Роснефти».[5]
  - Младший сын — Даниил Маркович Гарбер (р. 15 июня 1997) учится в Англии.[2]